# Alex Cevallos
Alex Cevallos (Milagro, 3 agosto 1967) è un ex calciatore ecuadoriano, di ruolo portiere.